# Standardna molarna entropija
Standardna molarna entropija je množina entropije enega mola snovi pri standardnih pogojih (ne pri standardni temperaturi in tlaku STP).
Standardna molarna entropija je običajno označena s simbolom Sº z enoto J/mol·kelvin (J mol−1 K−1). Sº ima za razliko od standardne tvorbene entalpije ΔHºtv absolutno vrednost. To pomeni, da ima element v svojem standardnem stanju pri sobni temperaturi Sº različno od 0. Entropija elementa je po tretjem zakonu termodinamike enaka 0 J mol−1 K−1 samo pri 0 K. To sveda velja samo ob predpostavki, da snov tvori perfekten kristal brez zamrznjene entropije (poškodb in dislokacij), kar pa nikoli ni povsem res, ker kristali vedno rastejo pri končni temperaturi. Ta preostala entropija je običajno zanemarljiva.

## Termodinamika
Če se mol snovi s temperature 0 K segreje iz svoje okolice na temperaturo 298 K, je njegova celotna molarna entropija enaka vsoti vseh N posameznih prispevkov:
{\displaystyle S^{\circ }=\sum _{k=1}^{N}\Delta S_{k}=\sum _{k=1}^{N}\int {\frac {dq_{k}}{T}}\,dT}
Izraz dqk/T predstavlja zelo majhno spremembo toplotne energije pri temperaturi T. Celotna molarna entropija je vsota mnogih majhnih sprememb molarne entropije, pri čemer se vsako majhno spremembo obravnava kot reverzibilen proces.

## Kemija
Standardna molarna entropija plina pri STP je sestavljena iz naslednjih deležev:
- toplotne kapacitete enega mola trdne snovi od 0 K do tališča, vključno s toploto vseh prehodov med različnimi kristalnimi strukturami,
- latentne talilne toplote trdne snovi,
- toplotne kapacitete tekoče snovi od tališča do vrelišča,
- latentne izparilne toplote tekočine in
- toplotne kapacitete plina od vrelišča do sobne temperature.

Spremembe entropije so povezane s faznimi prehodi in kemijskimi reakcijami. Standardno reakcijsko entropijo se lahko izračuna iz kemijske enačbe in standardnih molarnih entropij reaktantov in produktov:
ΔS°reakcijska = S°produktov – S°reaktantov
Standardna reakcijska entropija omogoča določanje, ali bo reakcija potekla spontano. Po drugem zakonu termodinamike spontana reakcija vedno povzroči povečanje celotne entropije sistema in okolice:
ΔScelotna = ΔSsistema + ΔSokolice > 0